# Muhammad Akram Khan
Muhammad Akram Khan (Kashmir, 7 gennaio 1858 – Amb, 12 settembre 1907) è stato un principe pakistano.
Fu Nawab di Amb dal 1877 al 1907.

## Biografia
Figlio del nawab Jehandad Khan, aveva solo nove anni quando suo padre morì nel 1868 e pertanto venne sottoposto ad un consiglio di reggenza sino al 1877.
Divenuto adulto e sovrano con pieni poteri, fece costruire un forte a Shergarh, uno a Dogah ed uno a Shahkot per la difesa del suo stato. Il suo regno fu pacifico e senza particolari conflitti. In ottimi rapporti con l'amministrazione dell'India britannica, venne creato cavaliere commendatore dell'Ordine della Stella d'India Fece costruire la Shergarh, la residenza estiva dei nawab di Amb.

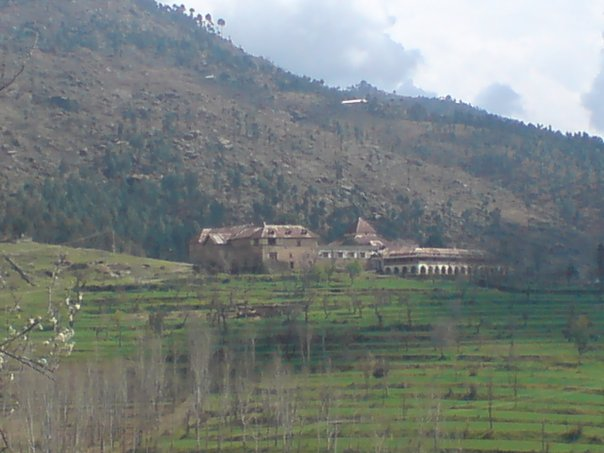
Shergarh, la residenza estiva del nawab di Amb

Quando morì nel 1907, suo figlio Muhammad Zaman Khan gli succedette al trono di Amb.